# Partito Nazionale del Popolo (Bangladesh)
Il Partito Nazionale del Popolo, noto soprattutto come Partito Nazionale Awami (PNA), è stato il maggiore partito politico d'opposizione nel Pakistan Occidentale e orientale. Fu fondato nel 1957 a Dacca, nell'allora Pakistan Orientale, da Abdul Hamid Khan Bhashani e Yar Mohammad Khan, dall'unione di diversi gruppi politici dalle tendenze progressiste e di sinistra. Il PNA costituì la maggior forza di opposizione ai diversi colpi di stato avvenuti in Pakistan per buona parte del periodo tra gli anni '50 e '60. Nel 1967 il partito si divise in due fazioni, una nel Pakistan orientale e una nel Pakistan occidentale.
Guidato da Bhashani e altri influenti leader progressisti, il PNA giocò un ruolo fondamentale nella secessione del Pakistan Orientale e nel raggiungimento dell'indipendenza per il Bangladesh. Dopo la morte di Bhashani nel 1976, il partito perse gran parte della sua prominenza nella scena politica bengalese, e molti dei suoi vertici divennero membri del Partito Nazionalista del Bangladesh (PNB). Oggi, l'ala liberale e progressista del PNB è costituita da vecchi membri del PNA.
Dopo la Guerra del 1971, la fazione pakistana del PNA divenne la principale forza d'opposizione al regime del Partito Popolare Pakistano di Zulfiqar Ali Bhutto. Il PNA fu bandito dalla politica pakistana, dopo che l'allora Primo Ministro Bhutto accusò i vertici del PNA di tradimento in un processo farsa, facendoli arrestare. Solo sotto il regime del Generale Muhammad Zia-ul-Haq, i leader del PNA, tra cui Khan Abdul Kham, sarebbero stati rilasciati.

## Storia
Il PNA fu fondato a Dacca, nell'allora Pakistan orientale, nel 1957.
I partiti che si unirono per formare il PNA condividevano un'impostazione progressista. Essi furono i seguenti:
- La fazione guidata da Bhashani della Lega Popolare Bengalese;
- Il Partito del Pakistan Libero, con a capo Mian Iftikharuddin (già attivista nel Congresso Nazionale Indiano), Syed Kaswar Gardezi e Mahmud Ali Kasuri, quest'ultimo avvocato per i diritti umani;
- Il Sindh Mahaz guidato da Ghulam Murtaza Syed e da Sheikh Abdul Majid Sindhi;
- Il Comitato Sindh Hari, guidato dal leader contadino Haider Bakhsh Jatoi;
- Il Wrore Pukhtun ("Fratellanza Pukhtun"), un partito legato al Belucistan, con a capo Abdul Samad Khan Achakzai (soprannominato "il Gandhi del Belucistan) e Hashim Khan Ghilzai;
- Il movimento Usthman Gul del Belucistan, guidato da Ghaus Bakhsh Bizenjo, Gul Khan Nasir e dal Principe Karim Khan del Kalat;
- Il movimento non-violento pashtun Khudai Khidmatgar guidato da Khan Abdul Ghaffar Khan e Hakeem Mohammad Aslam Sanjari;
- Il partito socialista e secolarista Ganatantri Dal, guidato dal comunista Haji Mohammad Danesh e da Mahmud Ali of Sylhet.

Il Presidente del partito fu Maulana Bhashani, mentre l'incarico di Segretario Generale fu ricoperto da Mahmudul Huq Ushamni. Assuene alla Lega Popolare Bengalese, il PNA era previsto come facile vincitore delle elezioni del 1959. Il suo obbiettivo primario era la cessazione della politica dell'Unità unica (un programma politico che prevedeva la fusione di tutte le province del Pakistan Occidentale in un'una sola, per bilanciare il rapporto con il Pakistan Orientale), e un accordo che avvantaggiasse la popolazione del Pakistan Orientale, sempre più scontenta.

### La messa al bando del 1958
Nel 1958 Ayyub Khan salì al potere, e tutti i partiti politici furono proibiti. Il PNA, in quel periodo, era considerato una delle organizzazioni di facciata del Partito Comunista del Pakistan (PCP), e fu colpito dalla feroce repressione del governo di Ayyub. Hasan Nasir, Segretario del PNA e tesserato del PCP, fu torturato a morte mentre era in arresto. 

### Rinascita e scissione
Quando Ayyub acconsentì all'attività politica dei partiti nel 1962, il PNA si riprese con forza, nonostante la fuoriuscita del Sindh Mahaz e del Ganatantri Dal. Alla fine del 1967, tuttavia, si aprì una spaccatura sempre più ampia all'interno del PNA, probabilmente poiché Maulana Bhashani diede indicazione di voto ai sostenitori del partito, affinché votassero a favore di Ayyub Khan alle elezioni del 1965, contro la candidata dell'opposizione unita Fatima Jinnah. Si sospettò che egli fosse stato corrotto per sostenere Ayyud; Bhashani non lo negò mai. Il 30 novembre del 1967, questi contrasti all'interno del PNA esplosero in una scissione, che risentì anche della crisi sino-sovietica. Da una parte, si formò la fazione del Pakistan Orientale, filo-cinese e guidata da Bhashani, che successivamente sarebbe entrata nel Partito Nazionalista del Bangladesh; dall'altra, la fazione filo-sovietica di Wali Khan, scioltasi nel 1986. 
Un processo di ricongiungimento delle varie fazioni cominciò solo in seguito alla dissoluzione dell'Unione Sovietica. Ad ogni modo, il PNA non si è mai più ricostituito nella sua vecchia forma.

## Programma e ideologia
Il PNA proponeva questi come i suoi punti programmatici:
1. Difesa della sovranità, integrità, e indipendenza del Pakistan;
2. Non-allineamento, politica estera indipendente;
3. Fine dello sfruttamento del Pakistan dall'esterno, e del suo popolo dall'interno;
4. Abolizione della politica dell'Unità unica, e riorganizzazione delle province del Pakistan su base linguistica;
5. Suffragio universale per gli adulti[5].

Nel luglio del 1965, dopo il ritorno alla legalità e dopo che il manifesto fu emendato, il PNA dichiarò che il sistema di governo del Pakistan dovesse basarsi sul concetto di sovranità popolare; inoltre proponeva una forte autonomia per le province, nel contesto di una struttura confederale: solo la Difesa e gli Affari Esteri sarebbero rimasti al governo federale, mentre le entità autonome locali si sarebbero fatte carico del resto dei poteri. Nel Pakistan Occidentale, l'Unità unica sarebbe stata sostituita con una confederazione regionale costituita su basi linguistiche. Per quanto riguarda la politica estera, il PNA chiedeva il non-allineamento e la rottura dei patti militari SEATO e CENTO.